# Vorstendom Tsjernigov
Het vorstendom Tsjernigov (Russisch: Черниговское княжество,  Tsjernigovskoje knjazjestvo, Oekraïens: Чернігівське князівство, Tsjernihivske knjazivstvo) was een deelvorstendom van het Kievse Rijk met als hoofdstad Tsjernigov. Het vorstendom werd gesticht in 1024 in het gebied Severië en werd vervolgens een van de politiek en economisch belangrijkste delen van het rijk.
Het vorstendom bezat aan het begin van haar bestaan een uitgebreid grondgebied, voornamelijk ten oosten van de Dnjepr. Haar territorium strekte tot aan Moerom en Rjazan in het noordoosten en de Wilde Velden in het zuidoosten. Tot de belangrijkste steden van het vorstendom behoorden Novgorod-Severski, Starodoeb, Brjansk, Poetivl, Koersk, Gloechov en Gomel. In het oosten reikte haar invloed tot in Tmoetarakan.
De hoofdstad Tsjernigov was een van de belangrijkste economische en culturele centra van het Kievse Rijk. Na Kiev stond de heerschappij over Tsjernigov het meest in aanzien, en de vorsten van Tsjernigov streden meerdere malen met Kiev om de grootvorstelijke titel van het rijk.

## Geschiedenis

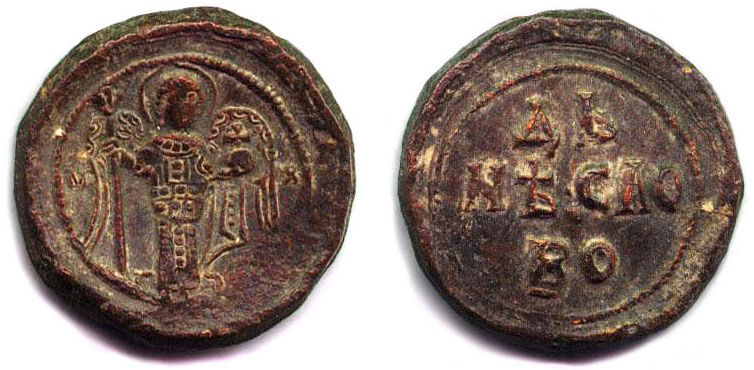
Het zegel van Oleg van Tsjernigov

Volgens de Nestorkroniek werd het vorstendom vóór de 11e eeuw geregeerd door lokale heersers en door de grootvorst van Kiev benoemde vojevodes die werden ingezet om bij de lokale bevolking tribuut te innen, de rechtspraak te regelen en het land tegen externe vijanden te verdedigen.
In de jaren 1024-1036 kwam het vorstendom onder het bestuur van de zoon van Vladimir de Grote, Mstislav van Tsjernigov, voorheen vorst van Tmoetarakan. Samen met zijn broer Jaroslav regeerde Mstislav het Kievse Rijk: Jaroslav ten westen van de Dnjepr, Mstislav ten oosten. Hierdoor werd Tsjernigov een van de belangrijkste administratieve centra binnen het rijk.
Na het overlijden van Mstislav kwam Tsjernigov onder Jaroslav. Deze gaf het vorstendom door aan een van zijn zonen, Svjatoslav, de stamvader van het geslacht der vorsten van Tsjernigov.
Samen met zijn broers Izjaslav en Vsevolod voerde Svjatoslav oorlog tegen de Koemanen. Ca. 1062 werd Vsevolod door de Koemanen verslagen en moest zich terugtrekken in Kiev. In 1073 verdreven Svjatoslav en Vsevolod samen Izjaslav. Svjatoslav werd grootvorst van Kiev en Vsevolod vorst van Tsjernigov.
Na de dood Svjatoslav in 1076 werd Vsevolod als grootvorst gekozen. Oleg, de zoon van Svjatoslav, eiste Tsjernigov op. Pas na de overeenkomst van Ljoebetsj in 1097 werden de zonen van Svjatoslav en hun nakomelingen bevestigd als vorsten van Tsjernigov. Sindsdien verkreeg het vorstendom een zekere mate van autonomie en werd voornamelijk bestuurd door Olegs afstammelingen.
Het vorstendom Tsjernigov werd opgesplitst in drie grote deelvorstendommen: Tsjernigov, Novgorod-Severski en Moerom-Rjazan. Tmoetarakan werd vanwege de afgelegen ligging vaak betwist en uiteindelijk door de Koemanen veroverd.
Moerom en Rjazan maakten zich geleidelijk los van de invloed van Tsjernigov, en werden na enige tijd geclaimd door het vorstendom Vladimir. Toch bleef de invloed van de vorsten van Tsjernigov groot, en ze behielden voor bepaalde tijd de titel grootvorst van Kiev.
De ondergang van het vorstendom begon in 1239, toen het tijdens de Mongoolse invasie van het Kievse Rijk werd verwoest. Voorheen een van de grootste steden van het Kievse Rijk kon het de functie van de hoofdstad niet meer vervullen, daarom werd deze verplaatst naar Brjansk.
Na de dood van Michaël van Tsjernigov in 1246 werd het verder opgedeeld in verschillende kleinere vorstendommen zoals Brjansk en de Boven-Okavorstendommen zoals Novosil, Karatsjev en Taroesa, die allemaal door afstammelingen van Michaël werden geregeerd.
In de 14e eeuw volgden nog verdere delingen. Daaropvolgend kwamen de gebieden van het vorstendom in de invloedssfeer van het grootvorstendom Litouwen. Door onvrede met het katholieke Litouwen richtten veel vorsten uit het gebied zich aan het eind van de 15e eeuw tot Ivan III van Moskou voor hulp. Deze wist Litouwen in 1494 tot een verdrag te dwingen waarmee het haar aanspraken op het gebied opgaf, en de vorstendommen werden ingelijfd bij het grootvorstendom Moskou.

## Vorsten van Tsjernigov

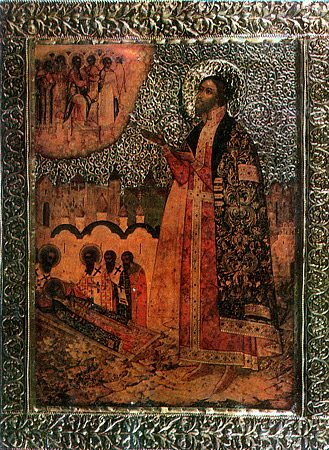
Michaël van Tsjernigov

| Mstislav van Tsjernigov                     | 1024–1036            |
| Jaroslav de Wijze (als grootvorst van Kiev) | 1036-1054            |
| Svjatoslav                                  | 1054–1073            |
| Vsevolod I                                  | 1073–1076            |
| Vladimir Monomach                           | 1076–1077            |
| Boris Vjatsjeslavitsj                       | 1077                 |
| Vsevolod I                                  | 1077–1078            |
| Oleg I van Tsjernigov                       | 1078                 |
| Vladimir Monomach                           | 1078–1094            |
| Oleg I van Tsjernigov                       | 1094–1097            |
| David Svjatoslavitsj                        | 1097–1123            |
| Konstantin van Moerom                       | 1123–1126            |
| Vsevolod II                                 | 1126–1139            |
| Vladimir Davidovitsj                        | 1139–1151            |
| Izjaslav III                                | 1151–1154            |
| Svjatoslav Olegovitsj                       | 1157–1164            |
| Oleg Svjatoslavitsj                         | 1164                 |
| Svjatoslav III van Kiev                     | 1164–1177            |
| Jaroslav II                                 | 1176–1198            |
| Igor Svjatoslavitsj                         | 1198–1201/1202       |
| Oleg III Svjatoslavitsj                     | 1201/1202–1204       |
| Vsevolod IV van Kiev                        | 1204–1206/1208       |
| Gleb I Svjatoslavitsj                       | 1206/1208– 1215/1220 |
| Mstislav II Svjatoslavitsj                  | 1215/1220–1223       |
| Michaël van Tsjernigov                      | 1223–1235            |
| Mstislav III Glebovitsj                     | 1235–1239/1241       |
| Rostislav I Michailovitsj                   | 1241–1242            |
| Michaël van Tsjernigov                      | 1242–1246            |